# L'Outsider (film, 1981)
Pour les articles homonymes, voir L'Outsider.
Pour plus de détails, voir Fiche technique et Distribution.
L'Outsider (Szabadgyalog) est un film dramatique hongrois réalisé par Béla Tarr, sorti en 1981.

## Synopsis
La descente aux enfers d'un être asocial et alcoolique.

## Fiche technique
- Titre français : L'Outsider
- Titre hongrois : Szabadgyalog
- Réalisation : Béla Tarr
- Scénario : Béla Tarr
- Photographie : Barna Mihok
- Musique : András Szabó
- Son : Elek Körösfalvy
- Costumes : Zsuzsa Pártényi
- Société de production : Mafilm
- Pays de production :  Hongrie
- Genre : Drame
- Format : Couleur — 16 mm — 1,37:1 — son mono
- Durée : 146 minutes
- Dates de sortie :
  - Hongrie : 24 février 1981 (Hungarian Film Festival) ; 28 janvier 1982 (sortie nationale)
  - France : 6 avril 2022

## Distribution
- András Szabó : András
- Jolán Fodor : Kata
- Imre Donkó : Csotesz
- István Balla : Balázs
- Ferenc Jánossy : peintre
- Imre Vass : travailleur